# Starless and Bible Black
Starless and Bible Black er et album fra 1974 af den britiske progressive rockgruppe King Crimson. De fleste af sangnumrene på albummet er satirer over samfundets tarvelighed og materialisme, i stil med nummeret "Easy Money" på gruppens foregående album fra 1973, Larks' Tongues in Aspic.
Det roligste nummer er et instrumentalnummer for violin, bas, guitar og mellotron kaldet "Trio" (selvom der ikke er trommer på nummeret, er trommeslageren Bill Bruford angivet som medkomponist, fordi nummeret blev improviseret under en koncert, og Brufords beslutning om ikke at bruge nogen form for slagtøj blev af resten af gruppen set som et vigtigt valg).
De sidste to numre på albummet, "Starless and Bible Black" og "Fracture" er en blanding af jazz og rock i stil med albummet Larks' Tongues in Aspic.
Adskillige sange på albummet er liveoptagelser med bifaldet bortredigeret. De eneste rene studienumre er de to første numre, "The Great Deceiver" og "Lament". "We'll Let You Know" er et improviseret nummer optaget i Glasgow, Storbritannien. "The Mincer" er endnu et improviseret nummer, optaget i Zürich, Schweiz. "Trio", "Fracture" og "Starless and Bible Black" er optaget i Concertgebouw i Amsterdam, Holland, ligesom starten på "The Night Watch" (resten af nummeret er indspillet i studiet). Hele koncerten fra Concertgebouw i Amsterdam blev udgivet i 1998 som The Night Watch.
Teksterne er skrevet af Richard Palmer-James, også kendt som Supertramp-guitaristen Richard Palmer.
"Starless and Bible Black" er et citat fra digteren Dylan Thomas' skuespil Under Milk Wood. 
Den japanske gruppe Acid Mothers Temple indspillede i 2006 et album med titlen Starless And Bible Black Sabbath som en dobbelt hyldest til King Crimson og Black Sabbath.